# Clark Middleton
Clark Tinsley Middleton (* 13. April 1957 in Bristol, Tennessee; † 4. Oktober 2020 in Los Angeles, Kalifornien) war ein US-amerikanischer Schauspieler.

## Leben
Der im Erwachsenenalter 1,64 m große Middleton hatte seit seinem vierten Lebensjahr eine rheumatoide Arthritis. In einem Interview fasste er die Auswirkungen zusammen: „Zuerst verzerrte es meine Hände. Dann machte das Kortison, das ich nehmen musste, meine Wangen fett. Mit 8 verlor ich die Bewegung in meinem Nacken. Als ich 15 war, brach meine Hüfte, nach einer Operation musste ich auf Krücken gehen und später, nachdem ich mir das Bein gebrochen hatte, als ich über meinen Hund fiel, auf Stöcken.“
Middleton begann an einem Junior College in Kalifornien zu schauspielern, als er sich mit Freunden für eine Schauspielklasse anmeldete. Er debütierte 1983 im Fernsehfilm Miss Lonelyhearts. 1997 schrieb Clark Middleton das Ein-Personen-Stück Miracle Mile über seinen lebenslangen Kampf gegen rheumatoide Arthritis. Er führte es in New York City und anderen Teilen der USA auf.
Seit 1997 hatte Middleton eine wiederkehrende Rolle in der Krimiserie Law & Order als forensischer Techniker Ellis. Er spielte auch die wiederkehrende Figur des Buchsammlers Edward Markham in der Science-Fiction-Serie Fringe. Middleton trat seit dem Jahr 2014 als wiederkehrendes Besetzungsmitglied von The Blacklist auf, in dem er die Rolle des Glen Carter spielte. 2017 wurde er als Audrey Hornes Ehemann Charlie in der dritten Staffel der Showtime-Network-Serie Twin Peaks besetzt. Daneben war er in Filmen wie Kill Bill – Volume 2, Sin City, Taking Woodstock, Ein gutes Herz, Snowpiercer und Birdman zu sehen.
Middleton starb am 4. Oktober 2020 im Cedars-Sinai Medical Center in Los Angeles an den Folgen einer Infektion mit dem West-Nil-Virus. Er hinterließ seine Frau Elissa, geb. Meyers, die er 2006 heiratete.

## Filmografie (Auswahl)
- 1983: American Playhouse (Fernsehserie, Episode Miss Lonelyhearts)
- 1990: Nach uns die Sintflut (Bail Jumper)
- 1993: Rivalen des Glücks – The Contenders (The Contenders)
- 1997–2000: Law & Order (Fernsehserie, 4 Episoden)
- 2000: The Opponent
- 2000: Little Pieces
- 2001: Weil es Dich gibt (Serendipity)
- 2004: Kill Bill – Volume 2 (Kill Bill: Vol. 2)
- 2004: $5.15/Hr. (Fernsehfilm)
- 2005: Sin City
- 2006: Live Free or Die
- 2007: The Warrior Class
- 2007: Day Zero
- 2007: Law & Order: Special Victims Unit (Fernsehserie, 1 Episode)
- 2007: Noise
- 2007: Evil Twin
- 2008: Last Call
- 2009: Taking Woodstock
- 2009: Ein gutes Herz (The Good Heart)
- 2010: As Good as Dead
- 2009–2012: Fringe – Grenzfälle des FBI (Fringe, Fernsehserie, 5 Episoden)
- 2013: Hide Your Smiling Faces
- 2013: Aftermath
- 2013: Snowpiercer
- 2014–2020: The Blacklist (Fernsehserie, 13 Episoden)
- 2014: Birdman oder (Die unverhoffte Macht der Ahnungslosigkeit) (Birdman or (The Unexpected Virtue of Ignorance))
- 2014: Gotham (Fernsehserie, 1 Episode)
- 2015: South of Hell (Fernsehserie, 3 Episoden)
- 2016: Trivia Night
- 2016–2017: The Path (Fernsehserie, 16 Episoden)
- 2017: Twin Peaks (Fernsehserie, 4 Episoden)
- 2019: American Gods (Fernsehserie, 1 Episode)
- 2019: Marvel’s Agents of S.H.I.E.L.D. (Fernsehserie, 1 Episode)
- 2019: Gutterbee
- 2020: Antarctica